# Esgrima en silla de ruedas en los Juegos Paralímpicos
La esgrima en silla de ruedas fue incluida en los Juegos Paralímpicos de Verano desde la primera edición que se celebró en Roma (Italia) en 1960.

## Ediciones
| N.º  | Año  | Sede                        | País                       |
| ---- | ---- | --------------------------- | -------------------------- |
| I    | 1960 | Roma                        | Italia                     |
| II   | 1964 | Tokio                       | Japón                      |
| III  | 1968 | Tel Aviv                    | Israel                     |
| IV   | 1972 | Heidelberg                  | RFA                        |
| V    | 1976 | Toronto                     | Canadá                     |
| VI   | 1980 | Arnhem                      | Países Bajos               |
| VII  | 1984 | Nueva York Stoke Mandeville | Estados Unidos Reino Unido |
| VIII | 1988 | Seúl                        | Corea del Sur              |
| IX   | 1992 | Barcelona                   | España                     |
| X    | 1996 | Atlanta                     | Estados Unidos             |
| XI   | 2000 | Sídney                      | Australia                  |
| XII  | 2004 | Atenas                      | Grecia                     |
| XIII | 2008 | Pekín                       | China                      |
| XIV  | 2012 | Londres                     | Reino Unido                |
| XV   | 2016 | Río de Janeiro              | Brasil                     |
| XVI  | 2020 | Tokio                       | Japón                      |
| XVII | 2024 | París                       | Francia                    |

## Medallero histórico
- Actualizado hasta París 2024.[2]

| Núm. | País                          | Oro | Plata | Bronce | Total |
| ---- | ----------------------------- | --- | ----- | ------ | ----- |
| 1    | Francia (FRA)                 | 62  | 43    | 40     | 145   |
| 2    | República Popular China (CHN) | 43  | 23    | 16     | 82    |
| 3    | Italia (ITA)                  | 30  | 36    | 31     | 97    |
| 4    | Hong Kong (HKG)               | 22  | 18    | 16     | 56    |
| 5    | Reino Unido (GBR)             | 13  | 15    | 27     | 55    |
| 6    | Polonia (POL)                 | 10  | 15    | 11     | 36    |
| 7    | Alemania Occidental (FRG)     | 10  | 12    | 7      | 29    |
| 8    | Tailandia (THA)               | 5   | 2     | 4      | 11    |
| 9    | Hungría (HUN)                 | 4   | 13    | 11     | 28    |
| 10   | Alemania (GER)                | 4   | 11    | 12     | 27    |
| 11   | Israel (ISR)                  | 4   | 6     | 7      | 17    |
| 12   | Ucrania (UKR)                 | 3   | 6     | 8      | 17    |
| 13   | Corea del Sur (KOR)           | 3   | 2     | 1      | 6     |
| 14   | RPC (RPC)                     | 2   | 2     | 3      | 7     |
| 15   | Bielorrusia (BLR)             | 1   | 1     | 0      | 2     |
| 15   | Brasil (BRA)                  | 1   | 1     | 0      | 2     |
| 17   | España (ESP)                  | 1   | 0     | 5      | 6     |
| 18   | Bélgica (BEL)                 | 0   | 2     | 4      | 6     |
| 19   | Irak (IRQ)                    | 0   | 2     | 0      | 2     |
| 20   | Estados Unidos (USA)          | 0   | 1     | 2      | 3     |
| 20   | Kuwait (KUW)                  | 0   | 1     | 2      | 3     |
| 22   | Australia (AUS)               | 0   | 1     | 1      | 2     |
| 22   | Georgia (GEO)                 | 0   | 1     | 1      | 2     |
| 22   | Grecia (GRE)                  | 0   | 1     | 1      | 2     |
| 22   | Países Bajos (NED)            | 0   | 1     | 1      | 2     |
| 26   | Japón (JPN)                   | 0   | 1     | 0      | 1     |
| 27   | Turquía (TUR)                 | 0   | 0     | 1      | 1     |
|      | TOTAL                         | 218 | 217   | 212    | 647   |